# Cédric Baseya
Cédric Baseya (Brétigny-sur-Orge, 12 dicembre 1987) è un ex calciatore francese naturalizzato congolese (Repubblica Democratica del Congo), di ruolo attaccante.

## Palmarès

### Club

#### Competizioni nazionali
- Campionato francese: 1

Lilla: 2010-2011
- Coppa di Francia: 1

Lilla: 2010-2011